# Frank Sturing
Frank Sturing né le 29 mai 1997 à Nimègue dans la province de Gueldre, est un joueur international canadien de soccer qui joue au poste de défenseur central à York United.

## Biographie

### Carrière en club
Frank Sturing est né et a grandi à Nimègue, dans la province de Gueldre,. Son père, Hermann, a été footballeur dans les division inférieures néerlandaises. Il fait ses débuts sportifs au CSV Oranje Blauw, un petit club de sa ville natale,,. Il rejoint l'académie du NEC Nimègue en 2007 à l'âge de dix ans,,. Il signe son premier contrat professionnel avec le club du NEC en avril 2015.
Après trois rencontres de championnat sur le banc des remplaçants au cours desquelles il n'entre pas en jeu, il fait ses débuts en tant que titulaire en équipe première lors d'une défaite 2-1 en Eredivisie contre le Vitesse Arnhem le 2 avril 2017,,. Lors de sa première saison au NEC il ne joue que trois matchs en Eredivisie et le club est relégué en deuxième division. 
Le 27 octobre 2017, il délivre sa première passe décisive en Eerste Divisie à Sven Braken (en) contre le Jong FC Utrecht (en) (victoire 3-1). Le 6 février 2018, il signe un nouveau contrat de deux ans avec le NEC, assorti d'une année supplémentaire en option. Il marque son premier but professionnel face au RKC Waalwijk le 2 mars (victoire 0-2). Arrivant en fin de contrat en mai 2020, son contrat n'est pas prolongé,. Moins de deux mois plus tard, il continue de s'entrainer avec les joueurs du NEC, pour se maintenir en forme,.
Le 5 octobre 2020, il signe un contrat amateur avec le FC Den Bosch qui évolue en Eerste Divisie,. Le 12 octobre, il participe à son premier match en tant que titulaire face à Helmond Sport (défaite 1-2).
Libre depuis son départ de Den Bosch, il rejoint le SV Horn qui évolue en 2. Liga, le 1er septembre 2021,,. Il signe un nouveau contrat d'un an avec le SV Horn, le 25 avril 2022,. Il n'est cependant pas conservé à l'issue de son contrat.
Plusieurs clubs au Canada, dont Cavalry FC et Pacific FC, sont intéressés par le joueur. Le 30 janvier 2024, il rejoint York United en Première ligue canadienne. Il signe un contrat d'un an, avec une saison en option. 

### Carrière internationale
Possédant à la fois la nationalité néerlandaise et canadienne (depuis mars 2020),,, il est éligible pour la sélection du Pays-Bas mais aussi pour le Canada, pays dont il possède des origines ― son père est né à Calgary,,,. En sélection de jeunes, il commence à jouer avec les Pays-Bas, mais représente finalement plus tard le Canada,,.
Il participe à son premier rassemblement des Rouges en janvier 2021,. Le 23 mars 2021, il est appelé en sélection canadienne pour la première fois par le sélectionneur John Herdman pour participer à deux matchs des éliminatoires de la Coupe du monde 2022, contre les Bermudes puis face aux îles Caïmans,. Le 29 mars 2021, il honore sa première titularisation en sélection face aux îles Caïmans ; il inscrit son premier but lors de sa première sélection,. Le match se solde par une large victoire 11 à 0 des Canadiens.
Il est absent de la liste des vingt-trois joueurs canadiens sélectionnés par John Herdman pour disputer la Gold Cup 2021, mais à la suite du forfait de Scott Kennedy, il est finalement convoqué en remplacement,. Il ne dispute finalement aucune rencontre et la sélection s'incline en demi-finale contre le Mexique.

## Statistiques

### Statistiques détaillées
| Saison                | Club                  | Championnat           | Championnat | Championnat | Championnat | Coupe(s) nationale(s) | Coupe(s) nationale(s) | Coupe(s) nationale(s) | Séries | Séries | Séries | Canada | Canada | Canada | Total | Total | Total |
| Saison                | Club                  | Division              | M.          | B.          | P.d.        | M.                    | B.                    | P.d.                  | M.     | B.     | P.d.   | M.     | B.     | P.d.   | M.    | B.    | P.d.  |
| 2016-2017             | NEC Nimègue           | Eredivisie            | 3           | 0           | 0           | -                     | -                     | -                     | 0      | 0      | 0      | -      | -      | -      | 3     | 0     | 0     |
| 2017-2018             | NEC Nimègue           | Eerste Divisie        | 19          | 1           | 2           | 2                     | 0                     | 0                     | 1      | 1      | 0      | -      | -      | -      | 22    | 2     | 2     |
| 2018-2019             | NEC Nimègue           | Eerste Divisie        | 7           | 0           | 0           | 1                     | 0                     | 0                     | -      | -      | -      | -      | -      | -      | 8     | 0     | 0     |
| 2019-2020             | NEC Nimègue           | Eerste Divisie        | 14          | 0           | 0           | 1                     | 0                     | 0                     | -      | -      | -      | -      | -      | -      | 15    | 0     | 0     |
| Sous-total            | Sous-total            | Sous-total            | 43          | 1           | 2           | 4                     | 0                     | 0                     | 1      | 1      | 0      | -      | -      | -      | 48    | 2     | 2     |
| 2020-2021             | FC Den Bosch          | Eerste Divisie        | 18          | 0           | 0           | 1                     | 0                     | 0                     | -      | -      | -      | 2      | 1      | 0      | 21    | 1     | 0     |
| 2021-2022             | SV Horn               | 2. Liga               | 21          | 2           | 1           | -                     | -                     | -                     | -      | -      | -      | -      | -      | -      | 21    | 2     | 1     |
| 2022-2023             | SV Horn               | 2. Liga               | 23          | 0           | 0           | 3                     | 0                     | 0                     | -      | -      | -      | -      | -      | -      | 26    | 0     | 0     |
| Sous-total            | Sous-total            | Sous-total            | 44          | 2           | 1           | 3                     | 0                     | 0                     | -      | -      | -      | -      | -      | -      | 47    | 2     | 1     |
| 2024                  | York United           | PLCan                 | 17          | 0           | 0           | 1                     | 0                     | 0                     | 2      | 0      | 0      | -      | -      | -      | 20    | 0     | 0     |
| 2025                  | York United           | PLCan                 | 8           | 0           | 0           | 3                     | 0                     | 0                     | -      | -      | -      | -      | -      | -      | 11    | 0     | 0     |
| Sous-total            | Sous-total            | Sous-total            | 25          | 0           | 0           | 4                     | 0                     | 0                     | 2      | 0      | 0      | -      | -      | -      | 31    | 0     | 0     |
| Total sur la carrière | Total sur la carrière | Total sur la carrière | 130         | 3           | 3           | 12                    | 0                     | 0                     | 3      | 1      | 0      | 2      | 1      | 0      | 147   | 5     | 3     |